# Sound Loaded
Sound Loaded je šesté studiové album zpěváka Ricky Martina, které vyšlo 26. prosince 2000 u Sony BMG International. Celosvětově se prodalo přes 7 000 000 kopií.

## Seznam písní
1. "She Bangs"
2. "Saint Tropez"
3. "Come to me"
4. "Loaded"
5. "Nobody Wants to Be Lonely uvádějící (duet) Christina Aguilera"
6. "Amor"
7. "Jezabel"
8. "The Touch"
9. "One Night Man"
10. "She Bangs (Španělská verze))"
11. "Ven A Mi (Come to Me)"
12. "If You Ever Saw Her"
13. "Dame Más"
14. "Cambia La Piel"
15. "Nobody Wants to Be Lonely (Verze sólového vokálu Ricky Martina)"

## Umístění ve světě
| Hitparáda        | Umístění | Certifikace   | Prodej     |
| ---------------- | -------- | ------------- | ---------- |
| Austrálie        |          | 2x Platina    | 140,000+   |
| Kanada           |          | 3x Platina    | 300,000+   |
| Německo          |          | Zlato         | 100,000+   |
| Mexiko           |          | Platina/Zlato | 225,000+   |
| Nový Zéland      | 9        | Platina       | 15,000+    |
| Polsko           |          | Zlato         | 20,000+    |
| Španělsko        | 3        | 2x Platina    | 200,000+   |
| Švédsko          | 3        | Platina       | 20,000+    |
| Švýcarsko        | 4        | Zlato         | 20,000+    |
| Velká Británie   | 14       | Platina       | 300,000+   |
| US Billboard 200 | 2        | 2x Platina    | 2,000,000+ |

| Prodejnost | Počet     |
| ---------- | --------- |
| Celkem     | 7,000,000 |